# 鈴木智之
鈴木 智之（すずき ともゆき、1962年 - ）は、日本の社会学者。法政大学社会学部教授。専門は理論社会学、文化社会学。

## 経歴
東京都出身。1985年慶應義塾大学文学部人間関係学科卒業。1987年同大学院社会学研究科修士課程修了。
1991年帝京大学文学部専任講師、1996年法政大学社会学部助教授。

## 著書

### 単著
- 『村上春樹と物語の条件』（青弓社, 2009年）
- 『「心の闇」と動機の語彙』（青弓社, 2013年）
- 『眼の奥に突き立てられた言葉の銛』（晶文社, 2013年）
- 『顔の剥奪』（青弓社, 2016年）

### 共編著
- （沢井敦）『ソシオロジカル・イマジネーション――問いかけとしての社会学』（八千代出版, 1997年）

### 翻訳
- シスター・M・シモーヌ・ローチ『アクト・オブ・ケアリング――ケアする存在としての人間』（ゆみる出版, 1996年）
- ジャック・デュボア 『探偵小説あるいはモデルニテ』（法政大学出版局, 1998年）